# St Mary’s Episcopal Cathedral

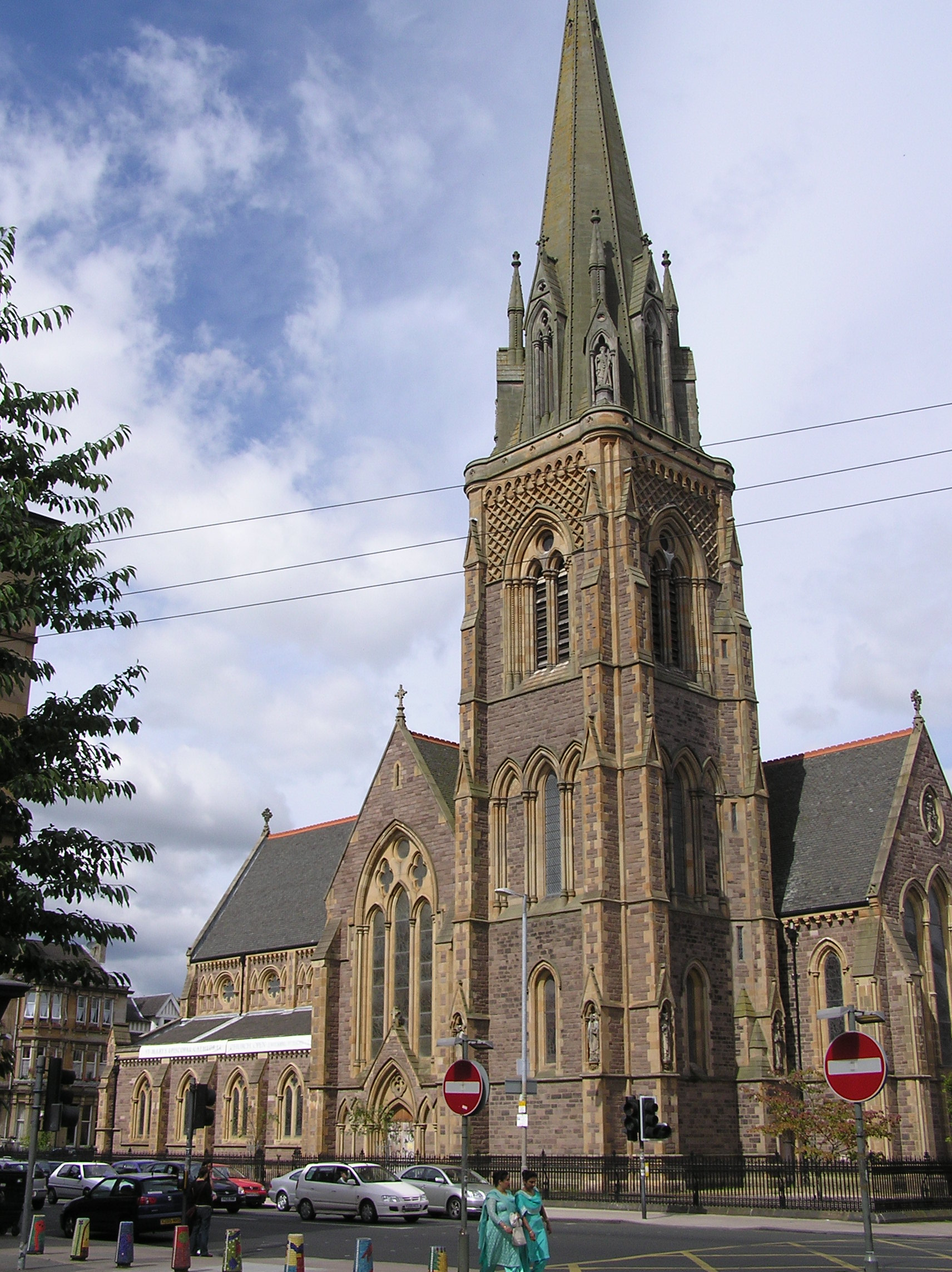
St Mary’s Episcopal Cathedral

Die St Mary’s Episcopal Cathedral, offiziell Cathedral Church of Saint Mary the Virgin, ist eine Kathedralkirche der episkopalkirchlichen Scottish Episcopal Church in der schottischen Stadt Glasgow. 1970 wurde das Bauwerk in die schottischen Denkmallisten in der höchsten Denkmalkategorie A aufgenommen.

## Geschichte
Der Kirchenbau nach einem Entwurf des schottischen Architekten George Gilbert Scott wurde 1870 begonnen. Obschon der Bau noch nicht vollendet war, wurden im folgenden Jahr die ersten Messen in der Kirche gehalten. Nach Scotts Tod 1878 führte John Oldrid Scott die Arbeiten fort. 1884 wurde der Bau weitgehend fertiggestellt und die Kirche konsekriert. Die Arbeiten am Glockenturm dauerten noch bis in den Oktober 1893 an. Infolge ihrer steigenden Bedeutung wurde die Marienkirche 1908 zur Kathedrale der episkopalen Diözese Glasgow and Galloway erhoben. Für die Überarbeitung des Chores im Jahre 1920 zeichnet Robert Lorimer verantwortlich. 1925 restaurierte Thomas Harold Hughes das Gebäude.

## Beschreibung
Die St Mary’s Episcopal Cathedral befindet sich an der Great Western Road (A82) nordwestlich des Stadtzentrums unweit der Lansdowne Parish Church. Die dreischiffige Kreuzkirche ist im Stile der Neogotik ausgestaltet. Oberhalb des spitzbögigen Hauptportals sind drei Lanzettfenster zu einem schlichten Maßwerk zusammengefasst. Entlang des Langhauses ziehen sich fünf durch Strebepfeiler getrennte Maßwerke. Im Obergaden finden sich Sechspässe flankiert von gepaarten blinden Lanzettfenstern. Das abschließende Satteldach ist mit Schiefer eingedeckt.
An der Südostseite erhebt sich der dreistöckige Glockenturm. Er ist mit teils gekuppelten Lanzettfenstern gestaltet. Entlang der Kanten ziehen sich Strebepfeiler. Der Turm schließt mit einem spitzen Helm. An dessen Fuß sind allseitig Lukarnen mit Heiligenskulpturen eingelassen.